# 拉里·米绍
拉里·韦恩·米绍（英語：Larry Wayne Micheaux，1960年3月24日—），美国NBA联盟前职业篮球运动员。他在1983年的NBA选秀中第2轮第29顺位被芝加哥公牛选中。